# Sue Giosa
Susan „Sue“ Giosa (* 23. November 1953 oder 1963 in Connecticut) ist eine US-amerikanische Theater- und Filmschauspielerin.

## Leben
Giosa wurde im US-Bundesstaat Connecticut als Tochter einer Theaterschauspielerin geboren, wuchs aber ab ihrem zweiten Lebensjahr in New York auf. Ab ihrem achten Lebensjahr wurde sie in klassischer Musik unterrichtet. Sie besuchte das College mit dem Schwerpunkt in Musik, erkannte jedoch, dass ihr die Schauspielerei und das Theater besser zusagte. Sie erhielt erst ihren Magna Cum Laude am Queens College, City University of New York, später ihren Master of Fine Arts in den Fächern Drama und Theater. Eine gewisse Zeit ihres Studiums verbrachte sie an der Royal Academy of Dramatic Arts und der London Academy of Music and Dramatic Art und spielte auf dem Edinburgh Festival. Nach ihrem Diplom folgten verschiedene Stationen als Theaterschauspielerin. Sie gewann den San Diego Critics Theater Award für ihre Performance im Stück Breaking Legs. 1984 gewann sie den LA Drama Critics Award und den Dramalogue Award für ihre Leistung in Tamara. Sie gewann 1995 für ihre Rolle der Beatrice im Stück View From the Bridge den Dramalogue Award.
Mitte der 1980er Jahre debütierte sie in den Fernsehserien Chefarzt Dr. Westphall und Karussell der Puppen als Fernsehschauspielerin. Es folgten Nebenrollen in den Filmen America 3000 und Circle of Violence: A Family Drama. Überwiegend wirkte sie in einzelnen Episoden verschiedener Fernsehserien mit.
Giosa bietet Workshops im Bereich Schauspiel an. Sie ist seit 1979 mit dem Schauspieler Glenn Hirsch verheiratet. Das Paar hat ein Kind.

## Filmografie
- 1984: Chefarzt Dr. Westphall (St. Elsewhere) (Fernsehserie, Episode 3x04)
- 1984: Karussell der Puppen (Paper Dolls) (Fernsehserie, 5 Episoden)
- 1985: Trio mit vier Fäusten (Riptide) (Fernsehserie, Episode 2x15)
- 1985: Vergeßt die Liebe nicht (Do You Remember Love?) (Fernsehfilm)
- 1985: Polizeirevier Hill Street (Hill Street Blues) (Fernsehserie, Episode 6x01)
- 1986: America 3000
- 1986: Circle of Violence: A Family Drama
- 1987: The Oldest Rookie (Fernsehserie, Episode 1x04)
- 1987, 1990: Ganz große Klasse (Head of the Class) (Fernsehserie, 2 Episoden)
- 1988: Die Schöne und das Biest (Beauty and the Beast) (Fernsehserie, Episode 1x21)
- 1989: Married to the Mob (Fernsehfilm)
- 1990: L.A. Law – Staranwälte, Tricks, Prozesse (L.A. Law) (Fernsehserie, Episode 4x13)
- 1990: Pentagramm – Die Macht des Bösen (The First Power)
- 1991: Equal Justice (Fernsehserie, Episode 2x09)
- 1991: Once in a Blue Moon (Fernsehfilm)
- 1991: Baby Talk (Fernsehserie, 3 Episoden)
- 1992: Die Staatsanwältin und der Cop (Reasonable Doubts) (Fernsehserie, Episode 2x03)
- 1995: Schatz, Du bist verhaftet (Fast Company) (Fernsehfilm)
- 1996: Kirk und die Chaos-Kids (Kirk) (Fernsehserie, Episode 1x13)
- 1997: Teen Angel (Fernsehserie, Episode 1x05)
- 1998: True Friends – Wahre Freunde (True Friends)
- 1998: Kelly Kelly (Fernsehserie, Pilotfolge)
- 1999: New York Cops – NYPD Blue (NYPD Blue) (Fernsehserie, Episode 6x11)
- 2000: Beverly Hills, 90210 (Fernsehserie, Episode 10x20)
- 2001: Harvey’s Speech
- 2004: New York Cops – NYPD Blue (NYPD Blue) (Fernsehserie, Episode 11x12)
- 2008: Cold Case – Kein Opfer ist je vergessen (Cold Case) (Fernsehserie, Episode 6x06)
- 2011: After the Wizard
- 2013: Major Crimes: Major Crimes – Major Challenge (Kurzfilm)
- 2019: Tell Me I Love You